# Baralla de cartes xinesa

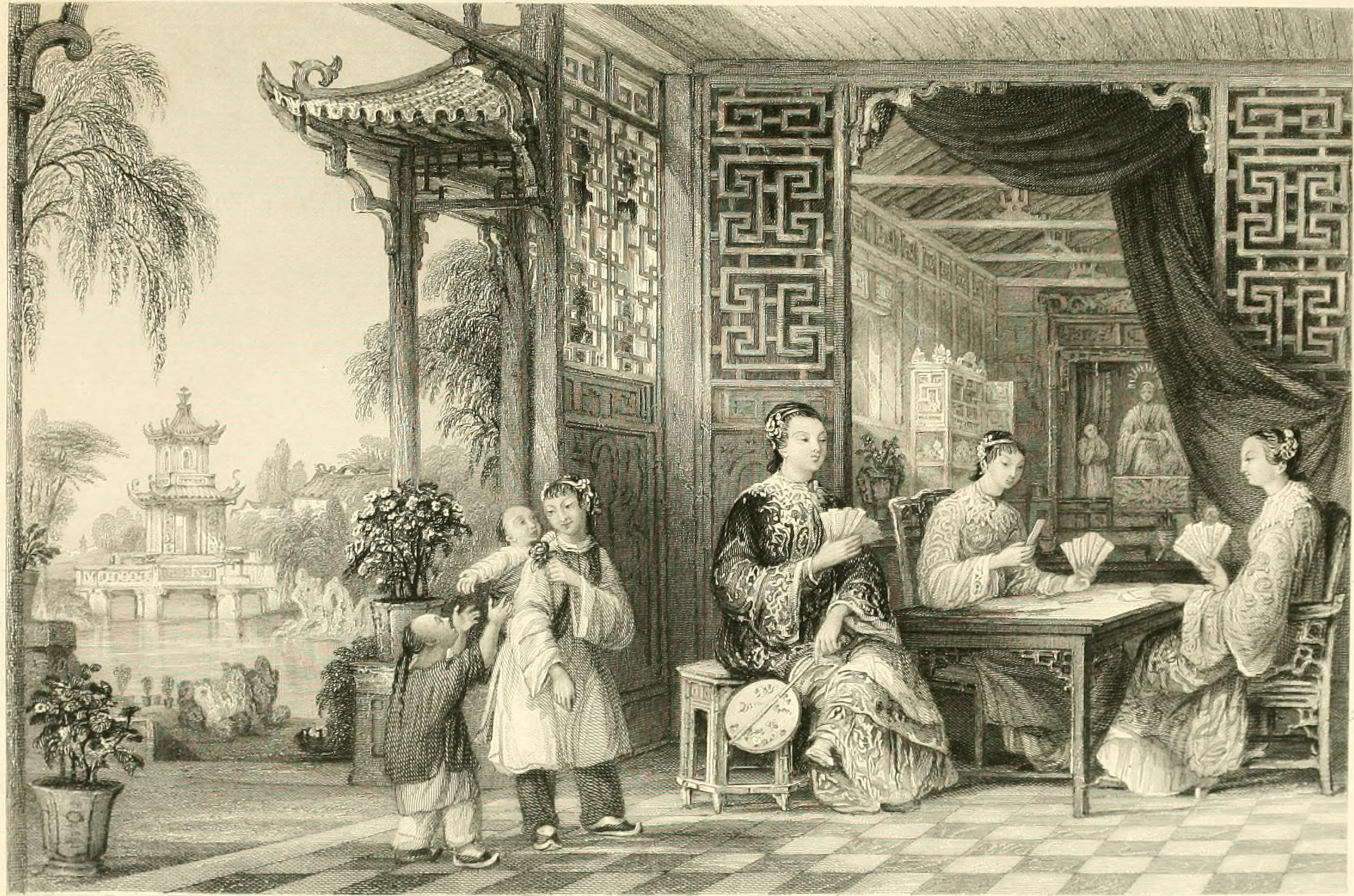
Dibuix de Thomas Allom, 1843

La baralla de cartes xinesa (xinès tradicional: 紙牌; xinès simplificat: 纸牌; pinyin: zhǐpái) va ser molt probablement inventada a la Xina durant la dinastia Song del Sud (1127-1279). Sens dubte els naips existien en la dinastia Yuan mongola (1271-1368).
Els xinesos fan servir la paraula pái (牌), que significa «placa», per referir-se tant a les cartes de jugar com a les fitxes de dòmino i mahjong. Moltes fonts antigues són ambigües perquè no es refereixen específicament al pái de paper (naip) o al pái d'os (fitxa). En termes de joc, no hi ha diferència; es poden fer servir per amagar les cares als altres jugadors amb un revers idèntic. Els jocs de cartes són exemples de jocs d'informació imperfecta, el contrari que els escacs o el go.
Michael Dummet atribueix als xinesos la invenció dels jocs d'atzar amb cartes, els colls i els joc de cartes amb basa. Aviat, d'aquest joc amb cartes inicial en van aparèixer moltes variants. Durant la dinastia Qing (1644-1912), van aparèixer els primers jocs de cartes amb combinació . Cap al final de la dinastia, la gran majoria dels jocs tradicionals de cartes xineses eren de robar i descartar. Les cartes xineses han proliferat al sud-est d'Àsia pels immigrants xinesos. També es coneixen a Mongòlia i el Japó. La direcció del joc és en sentit antihorari.

## Jocs de cartes de dòmino

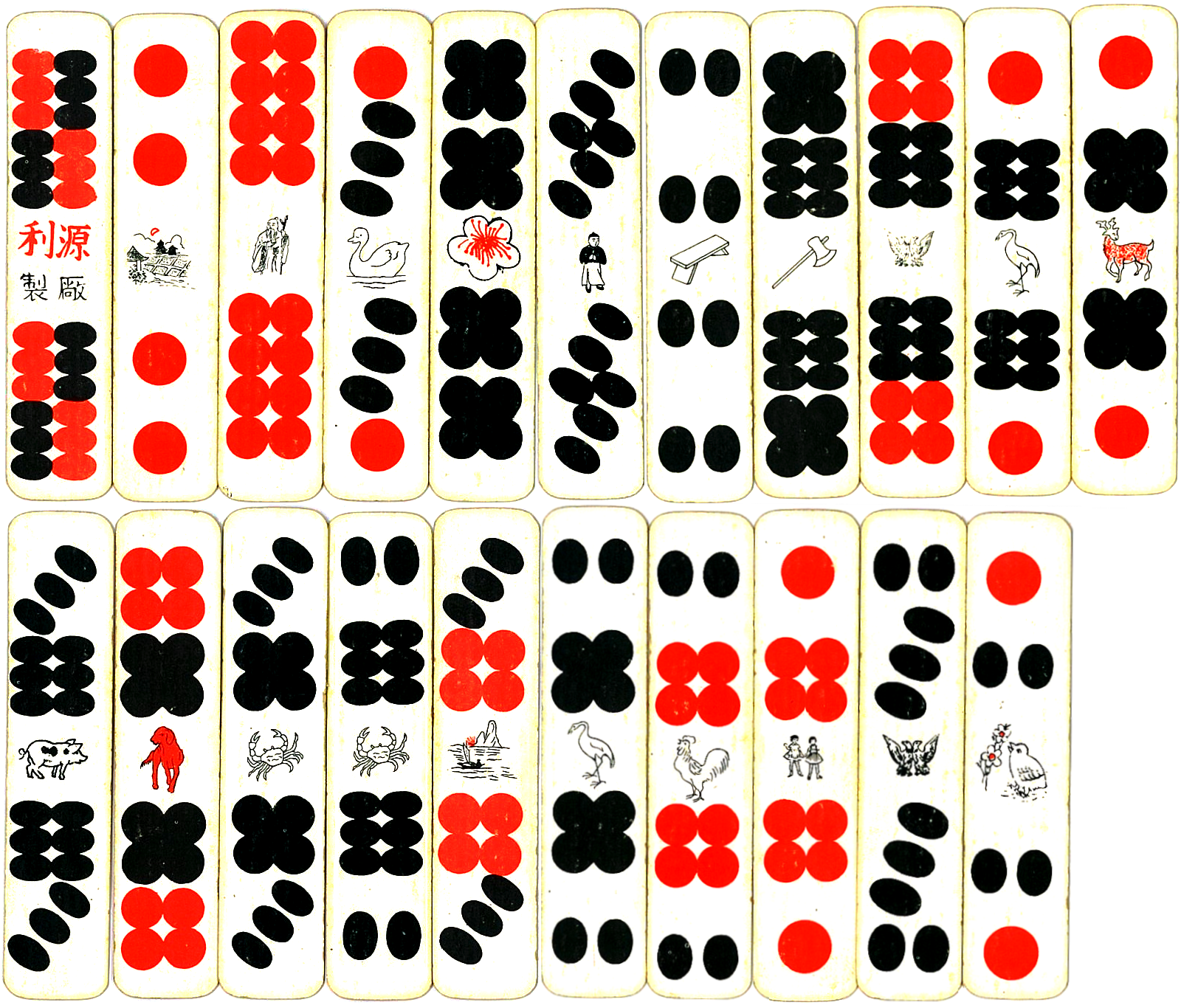
Cartes de dòmino xinès amb el coll civil en la part superior i el coll militar en la part inferior

El dòmino xinès va aparèixer per primera vegada al voltant de la dinastia Song del Sud (1127-1279) i representa totes les 21 combinacions de les tirades d'un parell de daus. Es van convertir en format de carta al voltant de 1600. Tot i que no és visualment aparent, es divideixen en dos colls: civil i militar (originalment xinès i bàrbar, respectivament). La invenció del concepte de coll va augmentar el nivell de l'estratègia en els jocs amb basa; una carta d'un coll no pot vèncer una carta d'un altre coll, independentment del seu rang. La classificació idiosincràtica i colls provenen dels jocs de daus xinesos.
Els jocs de cartes de dòmino tenen dues diferents quantitats de cartes. Les baralles més petites es fan servir en jocs amb basa o amb banca. Les baralles amb 32 cartes (el coll civil hi està duplicat) per a jugar el Tien Gow i Pai Gow. Es van utilitzar baralles més grans, per jocs amb combinació i jocs de robar, que podien tenir més d'un centenar de cartes i podien incloure comodins.

## Diners en forma de cartes

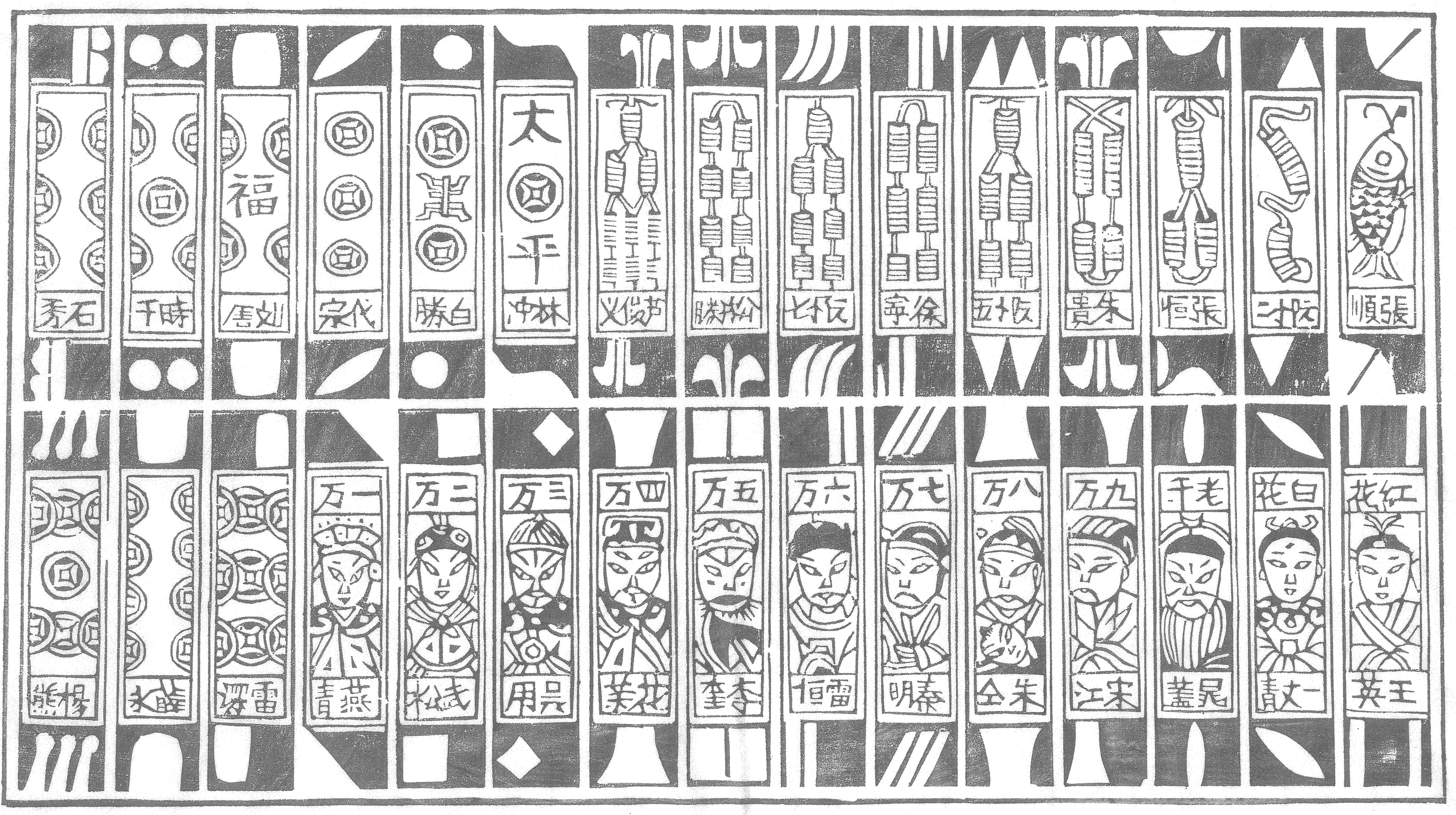
Baralla de cartes de marge d'aigua (水滸牌)

Els diners en forma de cartes han atret la major atenció dels estudiosos. Aquestes cartes es consideren com les avantpassades de la majoria de cartes de joc del món. Cada coll representa una unitat diferent de la moneda. Lu Rong (1436-1494) descriu una baralla de 38 cartes de quatre colls:
- Cash[Nota 3] o monedes (纹, wen): 1 a 9 cash (9 cartes en total).
- Cadena de cash (索瘠, suǒ jí): 1 a 9 cadenes (9 cartes en total).
- Miríada de cadenes (万 /萬, wàn): 1 a 9 miríades (9 cartes en total).
- Desena de miríades (十, shí): 20 a 90 miríades, centena de miríades, miler de miríades, i miríada de miríades (11 cartes en total).

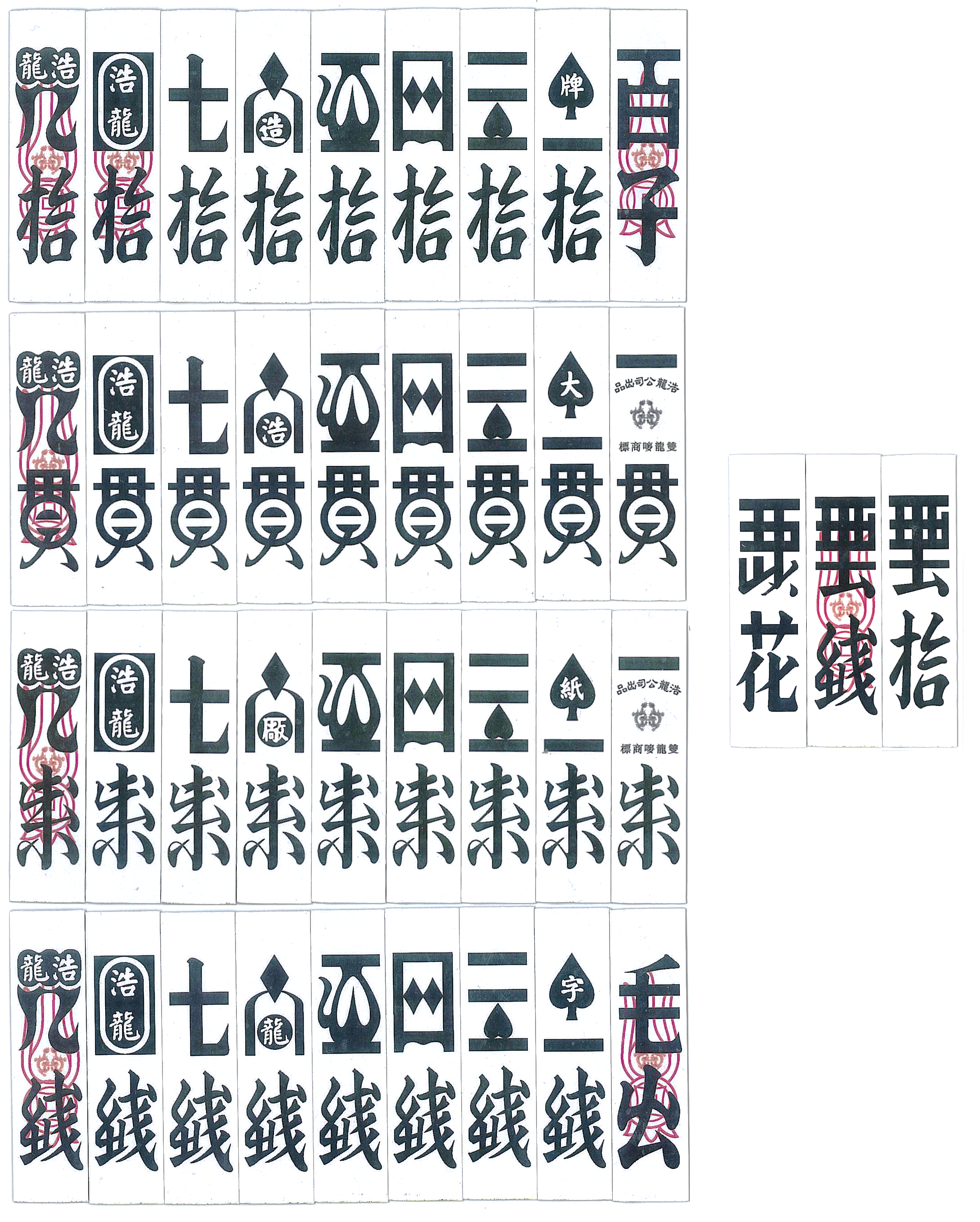
Baralla per a jugar a Sis tigres (六虎牌)

No hi ha cap carta de 10 miríades, ja que comparteixen el mateix nom que el seu coll. A principis del segle xvii, es van afegir dues cartes més al coll de cash: mig cash i zero cash. La demanda de cash també estava en ordre invers, les cartes de nombres més baixos superaven a les superiors. Aquesta característica també va aparèixer en altres jocs de cartes primerencs com Ganjifa, Tarot, l'hombre, i Maw. Durant les dinasties Ming i Qing, el coll de les miríades de cadenes i de les desenes de miríades representaven personatges de la novel·la «Marge d'aigua», que és per això que també s'anomenaven cartes de marge d'aigua (水滸牌). També se'ls coneix com a cartes Madiao (马吊) per un joc que era molt popular.
A partir del segle xvii, es van fer populars els jocs jugats amb menys cartes. Això es va fer mitjançant l'eliminació del coll de desena de miríades, excepte la de miler de miríades, en el joc de kanhu (看虎). Durant els segles xviii i xix, el miler de miríada, mig cash i zero cash van adquirir noves identitats com els colls antic miler, flor blanca i flor vermella, respectivament. De vegades s'uneixen mitjançant una carta «fantasma». La carta de miríada de miríades va desaparèixer pel segle xix. Durant la dinastia Qing, els jocs de descart es va fer més popular i la baralla de 30 cartes es va multiplicar sovint amb de dos a cinc còpies de cada carta. El mahjong, que també existeix en format de carta, es deriva d'aquests tipus de jocs durant la meitat del segle xix.
Els Hakka van utilitzar baralles amb quatre colls per a jugar als Sis tigres (六虎牌). Les cartes per a jugar als sis tigres no tenen il·lustracions, i en el seu lloc només hi ha ideogrames del rang i el coll de cada targeta.
Un altre joc d'estructura similar és el Bài Bất en Vietnam; seva versió de tres colls és el Tổ tôm. Aquestes cartes vietnamites van ser redissenyades per Camoin de Marsella durant el domini colonial francès per descriure persones que portaven vestits tradicionals japonesos del període Edo. Alguns derivats directes estrangers inclouen el Bài tới a Vietnam, Pai Tai a Tailàndia, i Cheki a Malàisia, Singapur i Indonèsia. Possiblement les cartes coreanes tujeon (투전) són un descendent. Al final, totes les baralles de quatre colls (especialment les cartes italianes i espanyoles) descendeixen indirectament del sistema de diners en forma de cartes a través dels ganjifa dels mamelucs.

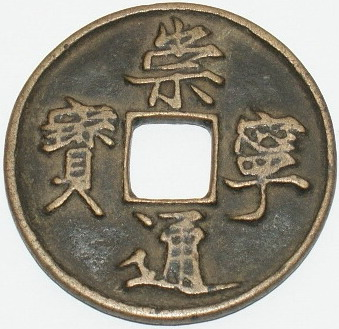
Moneda de la dinastia Song
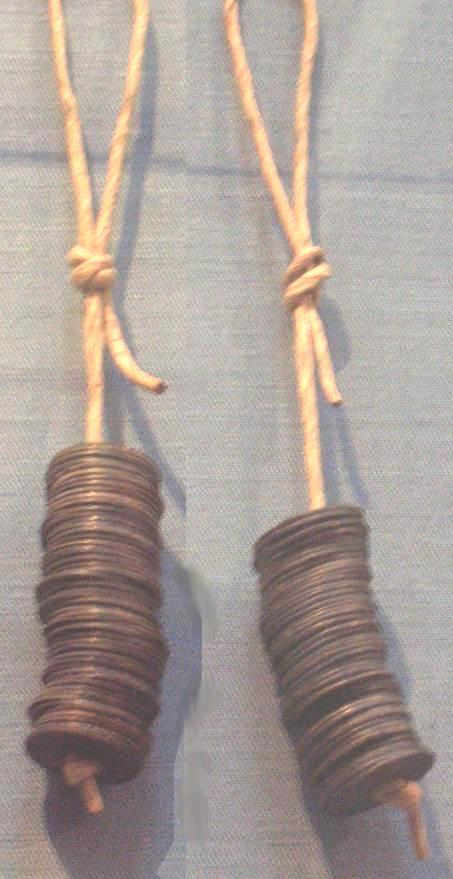
Cadena de monedes
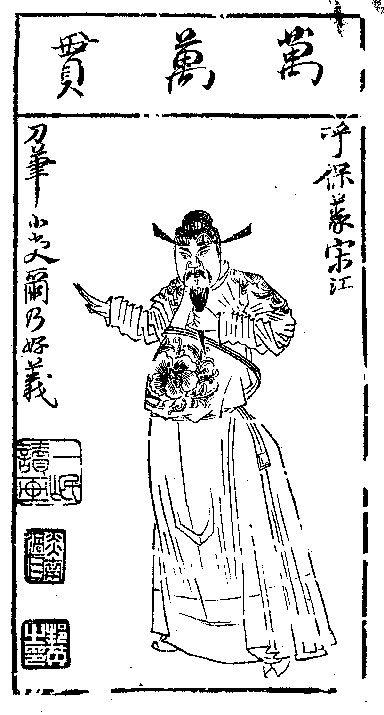
Carta miríada de miríada que representa a Song Jiang, il·lustrada per Chen Hongshou per a un joc de beure
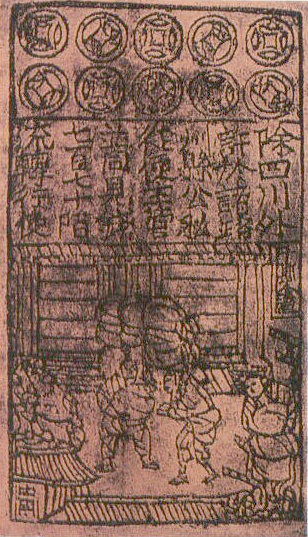
Bitllet de la dinastia Song
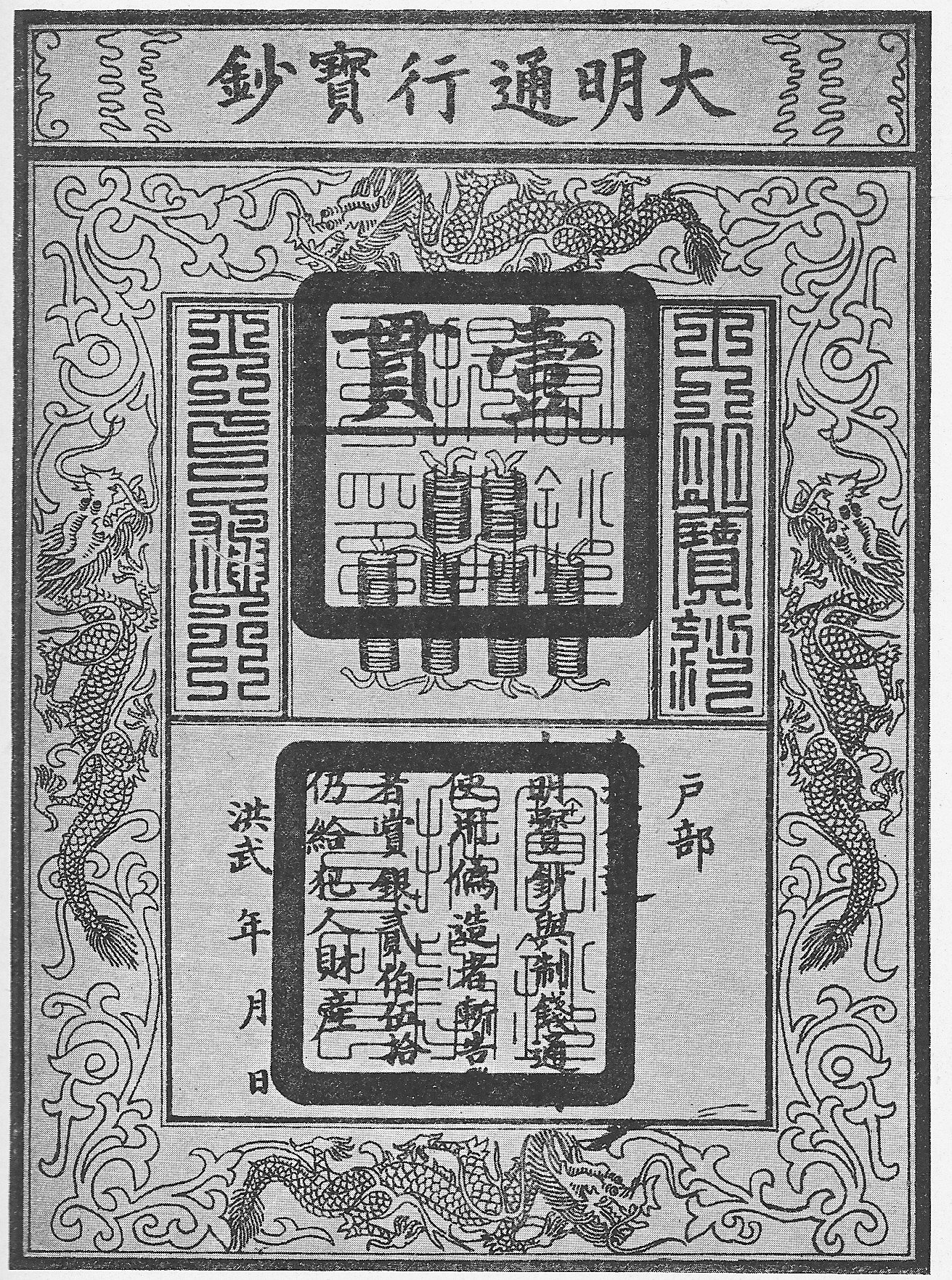
Bitllet de la dinastia Ming
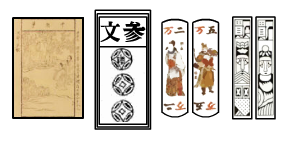
Diferents tipus de cartes-moneda

## Les figures de les cartes
Les figures de les cartes, impreses amb caràcters xinesos, van aparèixer per primera vegada durant la meitat de la dinastia Qing. Hi ha diversos tipus de figures de les cartes amb el objectiu de fer-les servir per a jugar a jocs de combinació.
El número de les cartes són bastant similars a la baralla per a jugar als Sis tigres, però conté només dos colls i inclou el rang 10. Els dos colls estan etiquetats amb numeració xinesa, un escrit amb escriptura normal mentre que l'altre està en l'escriptura formal o financera. Algunes baralles venen amb cartes amb colls especials. Hi ha 4 còpies de cada carta.
Les cartes d'adult (上大人牌) estan basades en un llibre anomenat «L'adult», utilitzat pels estudiants de la dinastia Tang a la dinastia Qing. Hi ha 24 o 25 sèrie de cartes amb cada sèrie basada en un personatge d'aquest llibre. Cada sèrie conté quatre o cinc cartes idèntiques. Una variació coneguda com a 3-5-7 baralles, conté 27 sèries diferents però amb un nombre desigual de cartes, algunes tenen dos, tres o cinc cartes, que sumen un total de 110 cartes.
Les cartes nina (娃兒牌) contenen vuit sèries de cartes repetides vuit vegades. Una carta de cada sèrie és una versió especial de la carta diferenciada de la resta perquè representa un ésser humà o una nina. En cada baralla s'inclou una sèrie de novenes cartes sense sense escriptura que mostra una nina i una carta que mostra dues nines. Es troben a Sichuan i Chongqing. A diferència d'altres tipus de cartes xineses, no s'han estès a altres països i es limita en gran manera al sud de la Xina.

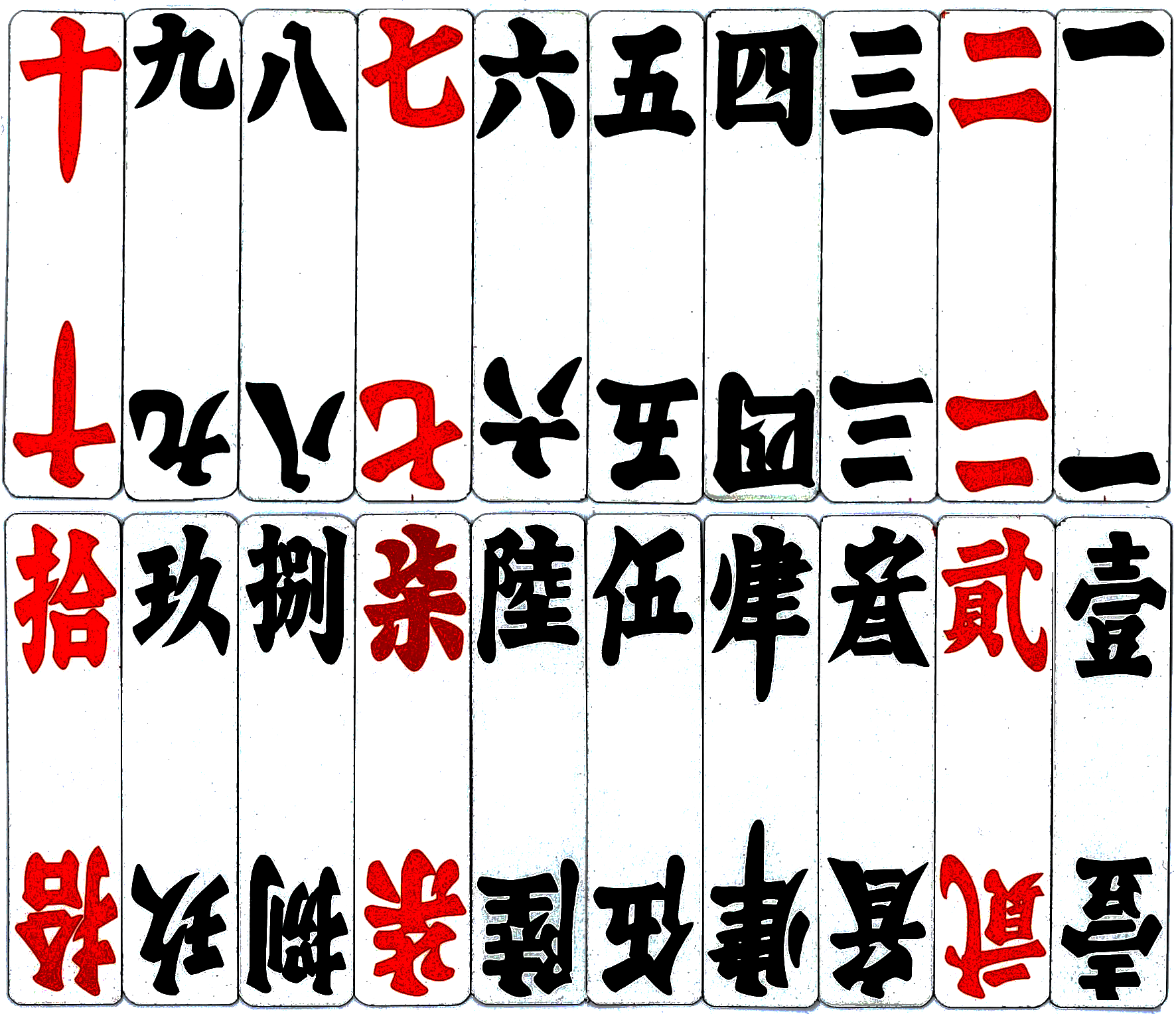
Cartes numerades de Hunan. Les cartes superior estan escrites amb un estil ordinari, i les cartes inferiors estan escrites amb un estil formal
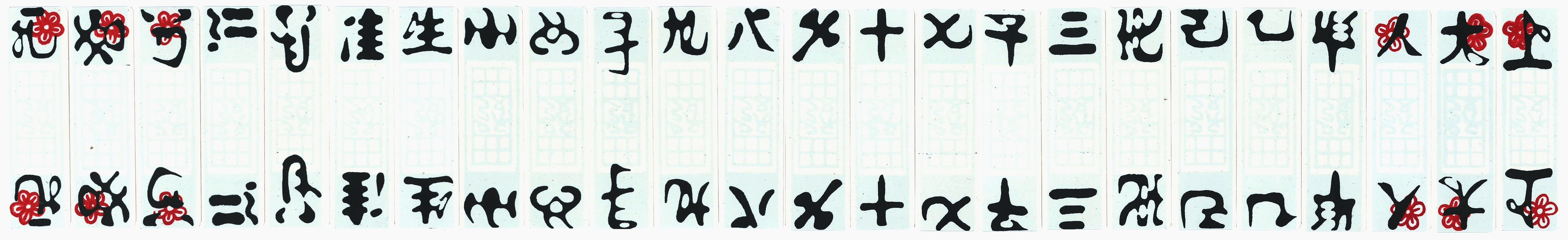
Cartes d'adult. La inscripció ha de llegir-se de dreta a esquerra
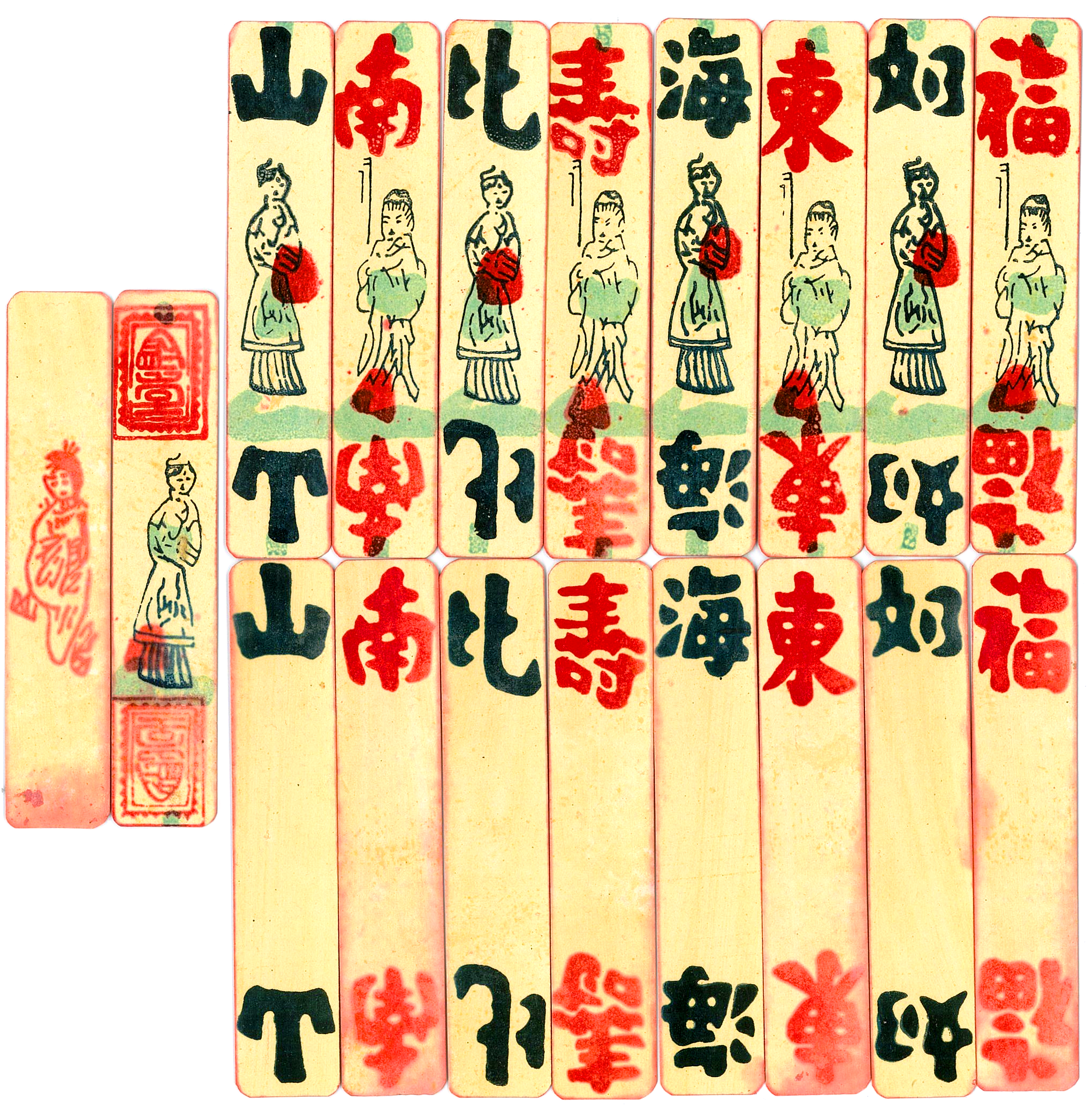
Cartes nina de Chongqing

## Cartes d'escacs

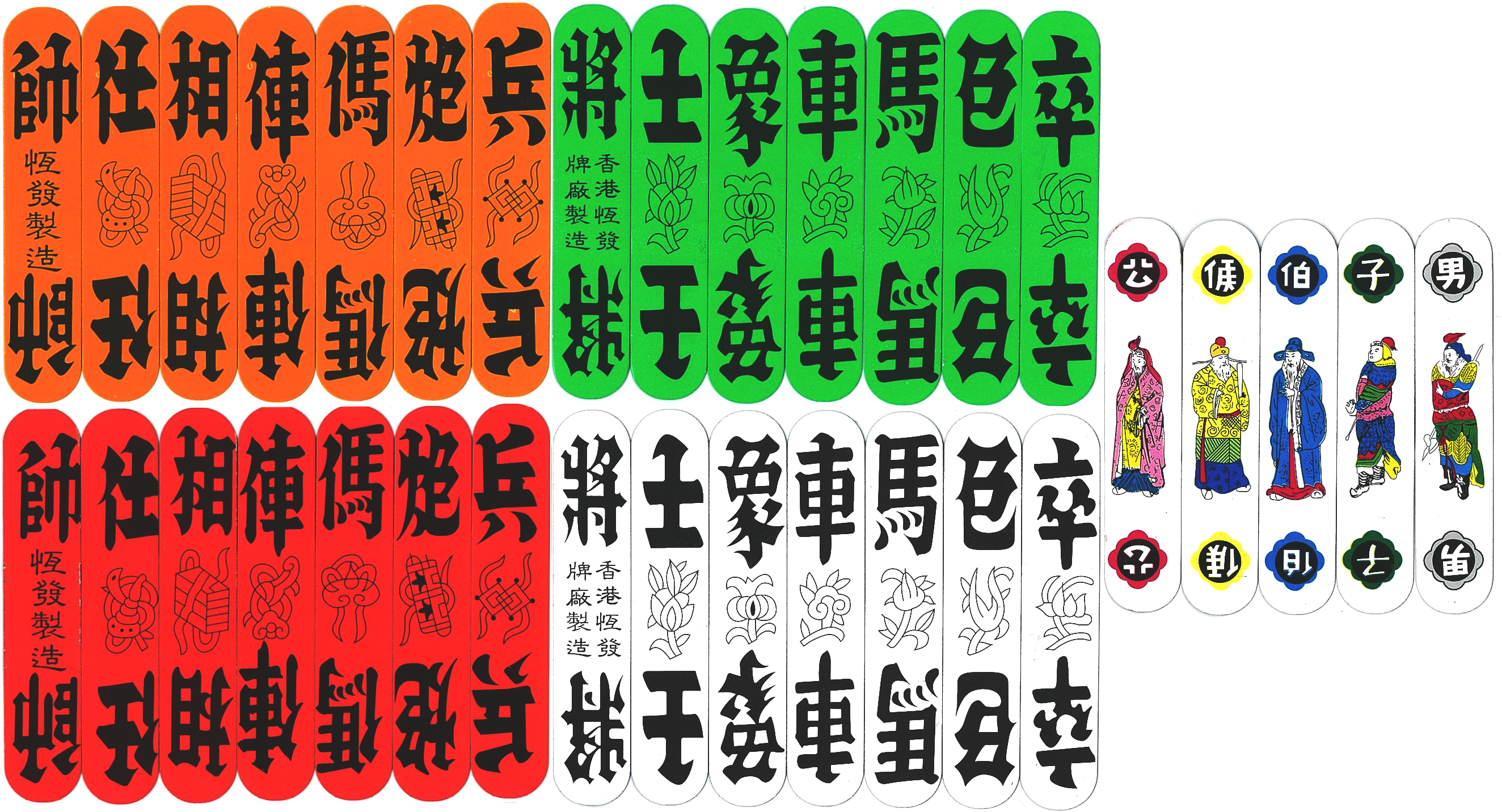
Cartes de quatre colors, amb 5 comodins «or»

Les cartes basades en els escacs xinesos (象棋, xiàngqí) van aparèixer durant el segle xix. En general, es divideixen en dues categories, els que tenen dos colls (conegudes com a cartes vermelles o cartes de pescar), i aquelles amb quatre colls (conegudes com a cartes de quatre colors). Cada coll conté cartes amb noms de les set peces d'escacs diferents. Algunes baralles tenen diverses còpies de cada carta i també poden contenir comodins .

La majoria dels jocs amb aquestes cartes són amb combinació, semblants al Tam cúc de dues baralles del Vietnam.